# Johann Wilhelm Christian Steiner
Johann Wilhelm Christian Steiner (auch Wilhelm Steiner; * 15. Februar 1785 in Roßdorf; † 29. März 1870 in Darmstadt) war ein deutscher Topograph, Historiker und Jurist.

## Leben
Steiner war der Sohn des Steuerperäquators Ludwig Jakob Steiner (1753–1823) und dessen Frau Philippine (1752–1810). Nach erster Vorbildung in Roßdorf und Darmstadt kam er im Alter von elf Jahren 1796 ans Pädagogium Darmstadt. 1804 verließ er mit dem Reifezeugnis die Schule und bezog die Universität Gießen. Dort stand er insbesondere unter dem Einfluss von Heinrich Karl Jaup sowie einem Hochschullehrer Büchner, bei dem er auch Aufnahme fand. Im Herbst 1807 bestand er das Examen an der Juristischen Fakultät in Gießen, im Frühjahr 1808 das Staatsexamen. Am 16. September 1809 wurde er als Hofgerichtsadvokat und Prokurator am Hofgericht Darmstadt aufgenommen, außerdem wurde er 24. März 1812 als öffentlicher Notar bestellt.
Steiner meldete sich 1813 zu den Befreiungskriegen, wobei er vorerst weiter als Advokat tätig war. Am 6. Mai 1814 wurde er als Adjutant dem Oberforstmeister Freiherr von Rabenau in der Landwehr zur Seite gestellt. Schon zu Beginn zeichnete er sich in Fragen der Organisation aus. Mit Dekret vom 20. März 1816 wurde er Chef des 2. Bataillons vom 12. Regiment der Landwehr und schließlich 1819 Interimskommandeur des Schützencorps des Regiments. Nach Auflösung der Landwehr 1819 nahm er wieder seine Aufgaben als Hofgerichtsadvokat und Notar auf.
Steiner wurde in der Folgezeit schriftstellerisch aktiv. In Anerkennung seiner topographischen und historischen Werke wurde er 1825 zum Hofrat und mit Dekret vom 1. Dezember 1831 zum Histiographen des Großherzoglichen Hauses und Landes ernannt, wobei er seine anwaltliche und notarielle Tätigkeit beibehielt. Er war damit einer der Nachfolger seines ehemaligen Lehrers Helfrich Bernhard Wenck. Er war in dieser Zeit Gründungsmitglied des Historischen Vereins für Hessen, wurde auf der Gründungsversammlung zum Sekretär gewählt und redigierte bis 1844 die Vereinszeitschrift, das Archiv für hessische Geschichte und Alterthumskunde. 1843 zog er sich von der anwaltlichen Tätigkeit zurück, um sich ganz den Forschungen zu widmen.

## Ehrungen (Auswahl)
Neben diversen Verdienstmedaillen für Wissenschaft und Ehrenmitgliedschaften in gelehrten Gesellschaften erhielt er folgende Ehrungen:
- 28. Oktober 1825: großherzoglich hessischer Hofrat[4]
- 1832: korrespondierendes, ab 1856 ordentliches Mitglied der Bayerischen Akademie der Wissenschaften.[5]
- 1832: Dr. iur., Universität Gießen[5]
- 5. Juni 1858: Ritter I. Klasse des Großherzoglich Hessischen Verdienstordens Philipp des Großmütigen[6]
- 1858: Dr. phil., Universität Gießen[5]
- 28. Juli 1868: Ritter I. Klasse des Großherzoglich Hessischen Ludwigsorden[7]

## Werke (Auswahl)
- Geschichte und Beschreibung der Stadt und ehemaligen Abtei Seligenstadt, Wailandt, Aschaffenburg 1820.
- Geschichte und Topographie des Freigerichts Wilmundsheim vor dem Berge oder Freigerichts Alzenau, bei Gelnhausen und Seligenstadt : Geschichte der Herrschaft Geiselbach, als Beitrag zur Geschichte der ehemaligen Abtei Seligenstadt ; Beschreibung der Schlacht bei Dettingen, am 27ten Juni 1743, Wailandt, Aschaffenburg 1820.
- Alterthümer und Geschichte des Bachgaus im alten Maingau. 3 Bände, Aschaffenburg und Darmstadt 1821–1829:
  - 1. Teil: Geschichte und Topographie der alten Grafschaft und Cent Ostheim und der Stadt Obernburg am Main, Wailandt, Aschaffenburg 1821.
  - 2. Teil: Geschichte der Städte Umstadt und Babenhausen, ihrer ehemaligen Cent und Amtszugehörungen, Wailandt, Aschaffenburg 1827.
  - 3. Teil: Geschichte der Stadt Dieburg und Topographie der ehemaligen Centen und Aemter Umstadt, Babenhausen und Dieburg, Leske, Darmstadt 1829.
- Ueber das altdeutsche und insbesondere altbaierische Gerichtswesen in Bezug auf Oeffentlichkeit und Mündlichkeit des Verfahrens in bürgerlichen und peinlichen Rechtsvorfallenheiten, Wailandt, Aschaffenburg 1824.
- Geschichte und Alterthümer des Rodgau’s im alten Maingau, Heyer, Darmstadt 1833.
- Ludewig I. Großherzog von Hessen und bei Rhein: nach seinem Leben und Wirken, Krähe, Offenbach 1842 (Supplementband, Darmstadt 1866).
- Ludwig II, Grossherzog von Hessen und bei Rhein, Bekker, Darmstadt 1848.
- Die Geschichte der Regierung Ludwig II, Grossherzogs von Hessen und bei Rhein, Seligenstadt 1849.
- Codex inscriptionum romanarum Danubii et Rheni, 6 Bände, Seligenstadt und Groß-Steinheim 1851–1864.
- Georg I., Landgraf von Hessen-Darmstadt, Stifter des landgräfl. hessen-darmstädtischen, jetzt großherzogl. hessischen Regentenhauses nach seinem Leben und Wirken, Groß-Steinheim 1861.
- Mathilde, Großherzogin von Hessen und bei Rhein, Hessens unvergeßliche Landesmutter, nach ihrem Leben und Wirken, Groß-Steinheim 1862 (Supplementband, Darmstadt 1863).